# Мелінь
Мелінь, Меліні (рум. Mălini) — село у повіті Сучава в Румунії. Входить до складу комуни Мелінь.
Село розташоване на відстані 335 км на північ від Бухареста, 25 км на південний захід від Сучави, 118 км на захід від Ясс.

## Населення
За даними перепису населення 2002 року у селі проживали 3337 осіб, з них 3334 особи (99,9%) румунів. Рідною мовою 3336 осіб (> 99,9%) назвали румунську.